# Šaduf
Šaduf je posebna naprava, s katero so zajemali vodo iz kanalov ali zajezitvenega jezera in jo izlivali na višje ležeče njive.
Šaduf je sistem za dviganje vode iz vodnjakov in Nila. Šaduf sestoji iz posode, na dolg drog, uravnovešen s protiutežjo na nasprotnem koncu. S potegom vrvi se vedro spusti in napolni, potem ga protiutež dvigne in ga izprazni v jarek, po katerem voda priteče na cilj. Izumili so ga v Egiptu, kjer ga uporabljajo še danes.